# Дужина
Дужина објекта је највеће растојање измећу његових паралелних ивица. Често се и за тела која су у облику намотаја или савијена, дужином сматра дужина у максимално развијеном стању. Поред дужине, физичка тела у простору карактерише још ширина, што је заправо дужина са стране тела, и висина, где дужина, ширина и висина међусобно граде праве углове. Ове три карактеристике се називају димензије. Дужина је мера за једну димензију.
Дужина тела омогућава да се процени његова величина. Да би се она утврдила, дужина тела се упоређује са дужином мерила или еталона. На пример, дужина зида у метрима је број пута колико се може сместити еталон метра од једне ивице зида до најудаљеније друге. За прецизније мерење, метар се дели на мање јединице, обично на 10 (дециметар), 100 (центиметар), 1000 (милиметар) итд. За веће дужине користе се веће мере, рецимо километар. Дужина се најчешће изражава једначином: ДУЖИНА = МЕРА × ЈЕДИНИЦА МЕРЕ. Дужина физичких објеката није апсолутно непроменљива. Она може зависити од температуре или времена на пример. У одређеним ситуацијама, термин дужина може означавати трајање, рецимо дужина дана. У информатици, дужина регистра или низа одговара броју симбола који се у њих могу сместити.
Дужина (ознака l) је основна физичка величина којом се описује просторна удаљеност две тачке. Мерна је јединица дужине метар (m). Многе посебне дужине имају и посебне називе: дебљина, дубина, полупречник, помак, пређени пут, пречник, ширина, удаљеност, таласна дужина, висина, жаришна даљина. Код мерења димензија тела назив дужина се користи само за једну димензију простора, док се за остале две користе називи ширина и висина. Ширина се обично означава са b, а висина са h, а мерна јединица је такође метар.

## Посебне дужине
Многе посебне дужине имају и посебне називе.

### Дубина
Дубина је мера окомите или вертикалне удаљености испод водоравне или хоризонталне равни. Висина је сличан појам, али изнад водоравне равни. Мери се по нормалној оси од почетне до жељене тачке. Дубина има много значења. У технологији, постоји дубина рупе у односу на водоравну површину. У геологији, мери се дубина јаме у односу на Земљину површину. Дубина мора одређује меру нормалне удаљености од површине мора до морскога дна. Може се мерити и дубина посуде или шупљих елемената (на пример шоље, базена, бачве, бунара и друго). На људском телу, постоји на пример појам дубине ране (површинска или дубока рана).

### Полупречник
Полупречник или радијус (ознака  или R) је удаљеност средишта кружнице или кугле од било које тачке на периферији. Полупречник је половина пречника. Полупречник закривљености раванске криве је реципрочна вредност закривљености криве у заданој тачки.

### Пречник
Пречник или дијаметар (ознака  или D) је дужина тетиве и тетива криве или површине која пролази њеним средиштем симетрије. Сви су пречници кружнице и куглине површине једнаки. Половина је пречника полупречник. Пречници елипсе међу собом су неједнаки; највећи међу њима назива се велика оса елипсе, а најмањи мала оса. Хипербола такође има неједнаке пречнике. Најмањи пречник назива се реална оса; највећег пречника хипербола нема (био би бесконачно велик).

### Пређени пут
Пређени пут (ознака s) је физичка величина једнака дужини путање између почетног и коначног положаја материјалне тачке, то јест интеграл по времену износа ободне брзине материјалне тачке од почетног до коначнога тренутка кретања:
{\displaystyle s=\int _{{t}_{1}}^{{t}_{2}}v\,\mathrm {d} t}
Мерна је јединица пређенога пута метар.

### Слободни пут
Слободни пут је удаљеност коју поједина честица у систему честица (на пример у гасу) превали између два узастопна судара (судари) с околним честицама. Средњи слободни пут просечна је удаљеност између два судара; у основи одговара односу свих путева које честице система превале у одређеном времену и броја судара у том истом времену.

### Таласна дужина
Таласна дужина је удаљеност након које се облик таласа понавља. Обично се означава грчким словом ламбда (λ). Један пуни талас уједно представља и једну осцилацију, а број таласа који у секунди прођу неким местом се назива фреквенцијом тог таласа. Таласна дужина λ је обрнуто пропорционална фреквенцији f, а израчунава се дељењем брзине којом се талас распростире у простору или средству којим се шири v са фреквенцијом тог таласа f:
{\displaystyle \lambda ={\frac {v}{f}}}
Таласна дужина λ исказује се у метрима (m), брзина звучног таласа v у метрима у секунди (m)/(s), а фреквенција f у херцима (Hz). Електромагнетни таласи (на пример светлост) се описују помоћу таласне дужине λ, удаљености између два брега или долова синусоидалног таласа; периода таласа T, времена које протекне док се талас помакне за једну таласну дужину; таласног броја k, величине реципрочне таласној дужини, и фреквенције ν, величине реципрочне периоду.

### Висина
Висина  је мера вертикалне удаљености. Мери се по вертикалној оси од почетне до жељене тачке. У свакодневном говору, висина има два значења. Прво је колико је неко или нешто високо (на пример зграда је висока 50 метара), а друго је колико нешто изнад нечега (на пример ваздухоплов лети на висини 10 000 метара изнад земље). Висина мерена изнад нивоа мора, зове се надморска висина. Код описивања земљописних објеката, као што су планине, на топографској карти, варијације у висини су означене изохипсама, а врхови планина с тачком уз које је ознака висине у метрима. Алтитуда је висина неког места изнад заданог нивоа (ниво мора, Земљине површине).

### Даљина
Даљина, у астрономији, геодезији и поморству, је размак између мотритеља и тела (објекта) проматрања на Земљиној површини. Даљина мотрења је даљина на којој се тело (зависно од висине и закривљености Земље) може посматрати. Даљина обзора је полупречник обзора зависан од надморске висине посматрача и депресији. Пре изума радија, удаљеност до природног обзора или даљина обзора је уједно представљала максимални комуникацијски домет. Удаљеност природног обзора на океану износи приближно {\displaystyle {\sqrt {13h}}} km, где h представља висину очију проматрача у метрима.
Пример:
1. За проматрача чије су очи на висини 1,70 m, обзор је удаљен 4,7 km;
2. За проматрача чије су очи на висини 100 m,  обзор је удаљен 36 km.

Ова се два проматрача међусобно могу видети с удаљености од 40,7 km (4,7 km + 36 km). Наравно, овај рачун не узима у обзир прозирност атмосфере.

### Жижна даљина
Жижна даљина f у оптици је удаљеност од жаришта F до главне тачке оптичког система која се налази на оси равни у којој се секу паралелни зраци пре лома и конвергентног или дивергентног зраке након лома. За танко сочиво у ваздуху главна тачка оптичког система смештена је приближно у средини леће, а за удубљено или испупчено огледало ова се тачка налази на његовом темену. Удаљеност до жаришта одређује се у смеру зрака након лома или рефлексије те је за сабирно сочиво и удубљено огледало позитивна, док је за растресно сочиво и испупчено огледало негативна.

## Дужина у математици
У математици, дужина је вредност дужине одсечка на правцу или на кривој изражена бројем мерних јединица садржаних у њој. Дужина лука криве је дужина спојнице крајњих тачака оне дужине на коју се може изравнати тај лук.

### Дужина
Дужина, у геометрији, је део правца омеђен двема тачкама укључујући и њих, односно равноцртна спојница две тачке.
Дужина је најкраћа удаљеност између рубних тачака дужине; симетрала дужине је правац који располовљује дужину и на њу је нормалан.
Усмерена дужина је дужина којој је назначено која је од њених рубних тачака почетна, а која завршна (вектор).

### Висина
У математици, висина је трећа димензија уз дужину и ширину. У геометрији, висина је мера вертикалне протежности геометријског лика или тела, удаљеност између врха геометријске творевине и основице или њеног продужетка.

### Ширина
Ширина је величина којом се одређује удаљеност између две тачке у простору са стране од дужине. Уобичајени знак за ширину је b, а мерна јединица је метар. Код мерења димензија тела назив ширина користи се за другу димензију, а прва је дужина. Ширина и дужина чине раван.

### Удаљеност
Удаљеност (ознака d) је дужина између две тачке на правцу. У правоугаоном Картезијевом координатном систему удаљеност између тачака (x1, y1, 1) и (x2, y2, 2) је:
{\displaystyle d={\sqrt {(x_{2}-x_{1})^{2}+(y_{2}-y_{1})^{2}+(z_{2}-z_{1})^{2}}}}
Удаљеност између две паралелне равни једнака је удаљености две тачке тих равни које леже на истом правцу нормалном на равни. Удаљеност тачке од правца удаљеност је те тачке од њене ортогоналне пројекције на тај правац. Удаљеност тачке од равни удаљеност је те тачке од њене ортогоналне пројекције на ту раван. Удаљеност тачке од криве или закривљене површине најмања је удаљеност те тачке од појединих тачака те криве.